# 別所清一
別所 清一（べっしょ せいいち、1963年9月28日 - ）は、日本の元お笑い芸人。
大阪府大阪市出身。元吉本興業所属。2010年5月頃まで吉本新喜劇に出演していた。

## 人物・経歴
1985年に中田カウス・ボタンに弟子入り。
特徴はラッキョウのような顔立ち。
1986年にライム坂田と共に漫才コンビ「ライム・ライト」を結成する。
1988年にはABCお笑い新人グランプリの審査員奨励賞を受賞した。芝居では花紀京の弟子であり5年間カバン持ちとして行動を共にしていた。
1990年から芸能活動をしながら大阪は西成区で建設業で生計をたてる。
1999年新喜劇に入団。
2010年5月頃を最後に舞台に出演しておらず、吉本興業からも芸人プロフィールが削除されているため、現在は事実上の引退状態になっているが、公式発表が無いため、詳細は不明。

### 芸風
これといった持ちギャグは持たないが、西城秀樹の物真似で「ロ～ラ!」と歌った後に右手に持った缶を差し出し「コ～ラ!」と言うのが挨拶ネタ。そして、主に婚約相手（相手役は高橋靖子が多い）、社長、秘書、御曹司のお目付け役など誠実な人柄の役どころから、ヤクザ役も演じることが出来る。
大抵は、最後に損をする役が多く、また出演時間も短めである。

## イジリ
辻本茂雄に、あんた顔の部品全部真ん中にあるやん!といじられる。 